# Prefectura de Lac
Lac (en árabe: ﺇﻗﻠﻴﻢ ﻻﻙ‎) fue una de las 14 prefecturas de Chad. Ubicada en el oeste del país, Lac cubría un área de 22 320 kilómetros cuadrados y tenía una población de 252 932 en 1993. Su capital era Bol.
Se encontraba dividida en las subprefecturas de Bol y Ngouri.